# Kansas City Chiefs 1982
La stagione 1982 dei Kansas City Chiefs è stata la 13ª nella National Football League e la 23ª complessiva. La stagione fu accorciata per uno sciopero dei giocatori a nove partite e non vi furono classifiche di division. I Chiefs chiusero l'ultima annata dell'era di Marv Levy con un record di 3-6, mancando l'accesso ai playoff per il decimo anno consecutivo.

## Roster
| Roster dei Kansas City Chiefs nel 1982 |
| --- |
| Quarterback - 4 Steve Fuller - 11 Bob Gagliano - 9 Bill Kenney Running Back - 30 Curits Bledsoe - 37 Joe Delaney - 48 James Hadnot - 43 Billy Jackson FB - 39 Del Thompson Wide Receiver - 83 Robert Blakley - 88 Carlos Carson - 89 Henry Marshall - 87 Stan Rome - 86 J.T. Smith Tight End - 85 Ed Beckman - 84 Al Dixon - 81 Willie Scott Offensive Linemen - 66 Brad Budde G - 65 Tom Condon G - 77 Charlie Getty T - 60 Matt Herkenhoff T - 70 Jim Rourke T - 58 Jack Rudnay C - 73 Bob Simmons G - 64 Les Studdard C Defensive Linemen - 99 Mike Bell DE - 91 Ken Kremer DT - 71 Dave Lindstrom DE - 67 Art Still DE Linebacker - 50 Calvin Daniels OLB - 52 Thomas Howard Sr. OLB - 51 Charles Jackson ILB - 59 Gary Spani ILB Defensive Back - 25 Gary Barbaro FS - 34 Lloyd Burruss SS - 20 Deron Cherry FS - 41 Herb Christopher SS - 24 Gary Green CB - 38 Durwood Roquemore CB Special Team - 5 Case deBruijn P - 7 Jeff Gossett P - 8 Nick Lowery K                         |
| Legenda - I rookie sono in corsivo. - Il primo ruolo è il principale mentre gli eventuali successivi indicano i ruoli secondari. - (IR) sta per Injured Reserve ed indica la lista ristretta per un solo giocatore infortunato che può tornare ad allenarsi dopo la settimana 6 e a rientrare in prima squadra dopo che questa ha giocato 8 partite. - (NF-Inj.) / (NF-Ill.) stanno rispettivamente per Non-Football Injured e Non-Football Illness ed indicano le liste dove viene inserito un giocatore che ha un infortunio o una malattia non dipendente dal football americano. - (PUP) sta per Physically Unable to Perform ed indica la lista dove viene inserito un giocatore mentre è in attesa di recuperare la condizione fisica. Nella stagione regolare dopo la sesta partita giocata dalla propria squadra, il giocatore ha tempo tre settimane per riprendere ad allenarsi, più tre settimane aggiuntive dal suo rientro agli allenamenti per rientrare in prima squadra. |

## Calendario
| Stagione regolare      |                   |                        |           |          |
| Turno                  | Data              | Avversario             | Risultato | Pubblico |
| 1                      | 12 settembre 1982 | at Buffalo Bills       | S 14–9    | 76,383   |
| 2                      | 19 settembre 1982 | San Diego Chargers     | V 19–12   | 60,514   |
| Sciopero dei giocatori |                   |                        |           |          |
| 3                      | 21 novembre 1982  | at New Orleans Saints  | S 27–17   | 39,341   |
| 4                      | 28 novembre 1982  | at Los Angeles Rams    | S 20–14   | 45,793   |
| 5                      | 5 dicembre 1982   | at Pittsburgh Steelers | S 35–14   | 52,090   |
| 6                      | 12 dicembre 1982  | Los Angeles Raiders    | S 21–16   | 26,307   |
| 7                      | 19 dicembre 1982  | at Denver Broncos      | V 37–16   | 74,192   |
| 8                      | 26 dicembre 1982  | San Francisco 49ers    | S 26–13   | 24,319   |
| 9                      | 2 gennaio 1983    | New York Jets          | V 37–13   | 11,902   |

## Classifiche
| American Football Conference |   |   |   |      |     |     |     |
|                              | V | S | P | %    | PF  | PS  | STR |
| Los Angeles Raiders(1)       | 8 | 1 | 0 | .889 | 260 | 200 | V5  |
| Miami Dolphins(2)            | 7 | 2 | 0 | .778 | 198 | 131 | V3  |
| Cincinnati Bengals(3)        | 7 | 2 | 0 | .778 | 232 | 177 | V2  |
| Pittsburgh Steelers(4)       | 6 | 3 | 0 | .667 | 204 | 146 | V2  |
| San Diego Chargers(5)        | 6 | 3 | 0 | .667 | 288 | 221 | S1  |
| New York Jets(6)             | 6 | 3 | 0 | .667 | 245 | 166 | S1  |
| New England Patriots(7)      | 5 | 4 | 0 | .556 | 143 | 157 | V1  |
| Cleveland Browns(8)          | 4 | 5 | 0 | .444 | 140 | 182 | S1  |
| Buffalo Bills                | 4 | 5 | 0 | .444 | 150 | 154 | S3  |
| Seattle Seahawks             | 4 | 5 | 0 | .444 | 127 | 147 | V1  |
| Kansas City Chiefs           | 3 | 6 | 0 | .333 | 176 | 184 | V1  |
| Denver Broncos               | 2 | 7 | 0 | .222 | 148 | 226 | S3  |
| Houston Oilers               | 1 | 8 | 0 | .111 | 136 | 245 | S7  |
| Baltimore Colts              | 0 | 8 | 1 | .056 | 113 | 236 | S2  |